# Stoliczkia vanhnuailianai
Stoliczkia vanhnuailianai — вид неотруйних змій родини ксенодермових (Xenodermatidae). Описаний у 2021 році.

## Поширення
Ендемік Індії. Поширений лише у штаті Мізорам на сході країни.

## Назва
Вид названо на честь Ванхнуайліани, вождя та легендарного воїна з народності мізо (корінний народ Мізорама).